# 羅済同盟
羅済同盟（らさいどうめい）は、新羅と百済の同盟である。
- 第1次羅済同盟（366年 - 4世紀末）

366年、百済の近肖古王と新羅の奈勿尼師今が、高句麗に対抗するため同盟を結んだ。371年には、近肖古王が平壌で高句麗の故国原王を戦死させるなどの戦果を挙げた。しかし、4世紀末には、新羅が高句麗に接近し同盟は壊れた。
- 第2次羅済同盟（433年 - 553年）

433年に、百済の毗有王と新羅の訥祇麻立干が、高句麗の南進政策に脅威を感じ、軍事的攻守同盟を結んだ。475年に高句麗の長寿王の攻撃を受けて、百済の首都漢城が陥落し蓋鹵王も戦死し、いったん百済は滅んだとされる。しかし、文周王は新羅の助けにより熊津に遷都しており、同盟は以後も続き、493年、百済の東城王は新羅と婚姻関係を結んだ。551年、百済の聖王は、百済、新羅、伽耶の連合軍により、高句麗から漢江流域を取り戻した。しかし、553年に新羅の真興王は百済から漢江流域を奪い、同盟関係は壊れた。554年には、聖王が新羅との戦いで戦死し、以後、百済の滅亡まで両国は敵対関係を続けた。